# Felipe VI.

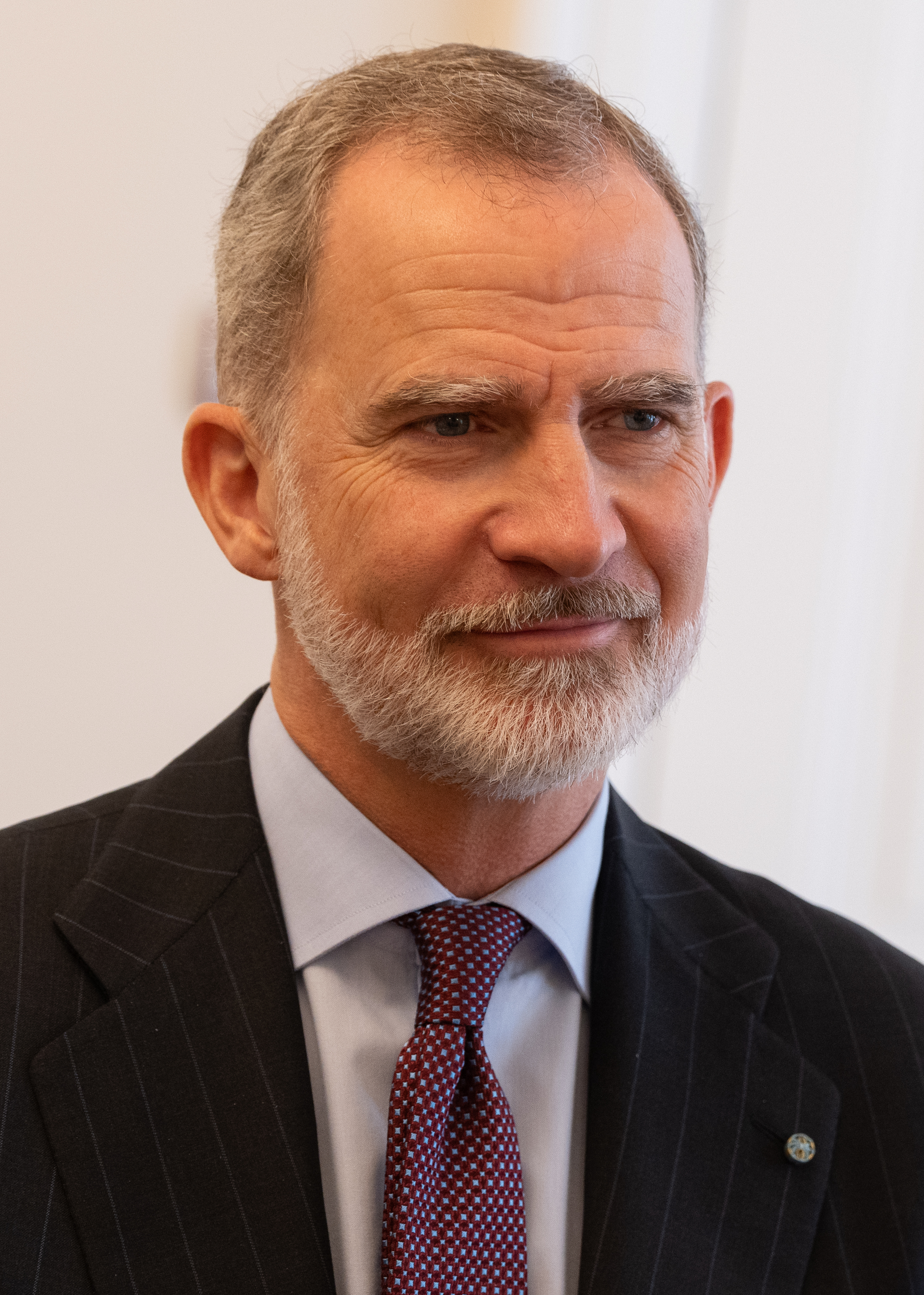
Felipe VI. (2024)

Unterschrift von Felipe VI.

Felipe VI., seltener deutsch auch Philipp VI., mit vollem Namen Felipe Juan Pablo Alfonso de Todos los Santos de Borbón y Grecia, deutsch Philipp Johannes Paul Alfons zu Allen Heiligen von Bourbon und Griechenland (* 30. Januar 1968 in Madrid), ist seit dem 19. Juni 2014 König von Spanien und somit Staatsoberhaupt des Landes. Er entstammt der Dynastie Bourbon-Anjou.

## Leben
Seine Eltern sind das ehemalige spanische Königspaar Juan Carlos I. aus dem Haus Bourbon-Anjou und Sofia aus dem Haus Schleswig-Holstein-Sonderburg-Glücksburg. Mütterlicherseits ist er ein Enkel von König Paul I. von Griechenland und Friederike von Hannover. Seine Schwestern sind Elena (* 20. Dezember 1963) und Cristina (* 13. Juni 1965).
Felipe VI. wurde am 30. Januar 1968 im Madrider Krankenhaus Clínica de Nuestra Señora de Loreto geboren. Am 8. Februar 1968 wurde er im Zarzuela-Palast vom Erzbischof von Madrid, Monseñor Casimiro Morcillo, getauft. Taufpaten waren sein Großvater Graf von Barcelona Juan de Borbón y Battenberg und seine Urgroßmutter, Königinwitwe Victoria Eugénie von Battenberg.

### Nacht des 23. Februar 1981
Während der Transition vom Franco-Regime zur Demokratie in Spanien kam es am 23. Februar 1981 zu einem Putschversuch spanischer Militärs, gegen die sich sein Vater als Staatsoberhaupt stellte. Der damals 13-jährige Felipe musste bei seinem Vater in dessen Arbeitszimmer ausharren, während dieser sich stundenlang mit seinen Offizieren beriet. Nachts hielt der König in der Uniform des Oberbefehlshabers der Streitkräfte eine Fernsehansprache, in der er sich für die Demokratie aussprach. Prinz Felipe war die ganze Zeit in seiner Nähe; diese erzieherische Maßnahme begründete Juan Carlos später so: 

„Er sollte sehen, wie ich mein Amt ausübe, wenn alles in Frage gestellt ist.“

 Nachdem die Putschisten aufgegeben hatten, schickten die Eltern ihren Sohn am nächsten Tag wie gewohnt zur Schule.

### Ausbildung
Prinz Felipe begann seine Schulzeit im Colegio Santa María de los Rosales in Madrid und schloss diese 1985 in der Lakefield College School, Toronto, Kanada, ab. Von 1985 bis 1988 durchlief er verschiedene Stationen in den drei Teilstreitkräften Heer, Marine und Luftwaffe der spanischen Armee.
Felipe ist Absolvent der Autonomen Universität Madrid, an der er von 1988 bis 1993 Jura studierte, und der von Jesuiten geleiteten Georgetown University in Washington, D.C., an der er 1995 einen Master-Abschluss im Studiengang Internationale Beziehungen erwarb. Er ist der erste spanische König mit akademischem Abschluss.

### Ehe und Familie

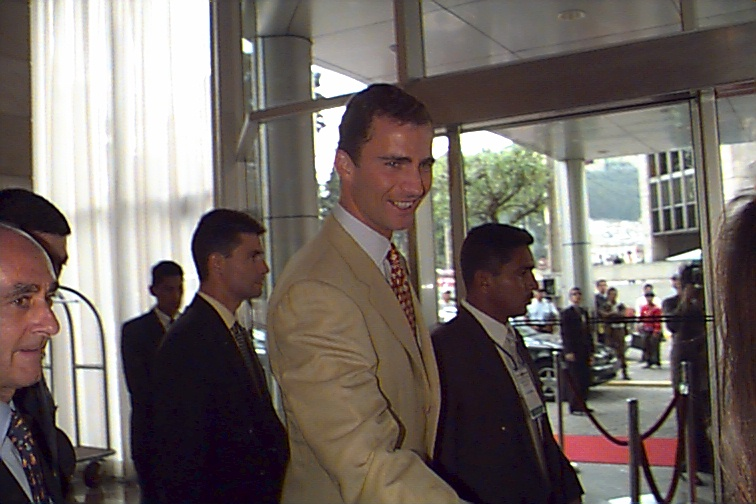
Prinz Felipe bei einem Besuch in Ecuador (1998)

Felipe heiratete am 22. Mai 2004 in Madrid Letizia Ortiz. Zusammen haben sie zwei Töchter: Kronprinzessin Leonor wurde am 31. Oktober 2005 in Madrid geboren und am 14. Januar 2006 getauft. Die Taufpaten sind die Großeltern, Juan Carlos I. und Sofia. Leonor steht auf Platz eins der spanischen Thronfolge. Die zweite Tochter, Infantin Sofía, wurde am 29. April 2007 im Hospital Ruber Internacional in Madrid geboren und am 15. Juli 2007 im Palacio de la Zarzuela in Madrid getauft. Ihre Taufpaten sind Paloma Rocasolano, Letizias Mutter, und Konstantin Sakskoburggotski, Sohn des ehemaligen Zaren Simeon II. von Bulgarien. Sofía ist nach ihrer Großmutter benannt und steht auf Platz zwei der spanischen Thronfolge.
Zwei der früheren Freundinnen des heutigen Königs hatten seine Eltern vor der Ehe mit Letizia als „nicht standesgemäß“ abgelehnt, darunter das norwegische Dessousmodel Eva Sannum. Die bürgerliche Letizia ist Tochter eines Journalisten und einer Krankenschwester und war zuvor bereits einmal kurz verheiratet.

## Offizielle Aufgaben und Interessen
Felipes Geburt sicherte die traditionelle spanische Erbfolge, die männliche Erben gegenüber den weiblichen bevorzugt. Seit dem 22. November 1975, dem Tag der Proklamation seines Vaters Juan Carlos I. zum König von Spanien, war er designierter Thronerbe.

### Als Kronprinz

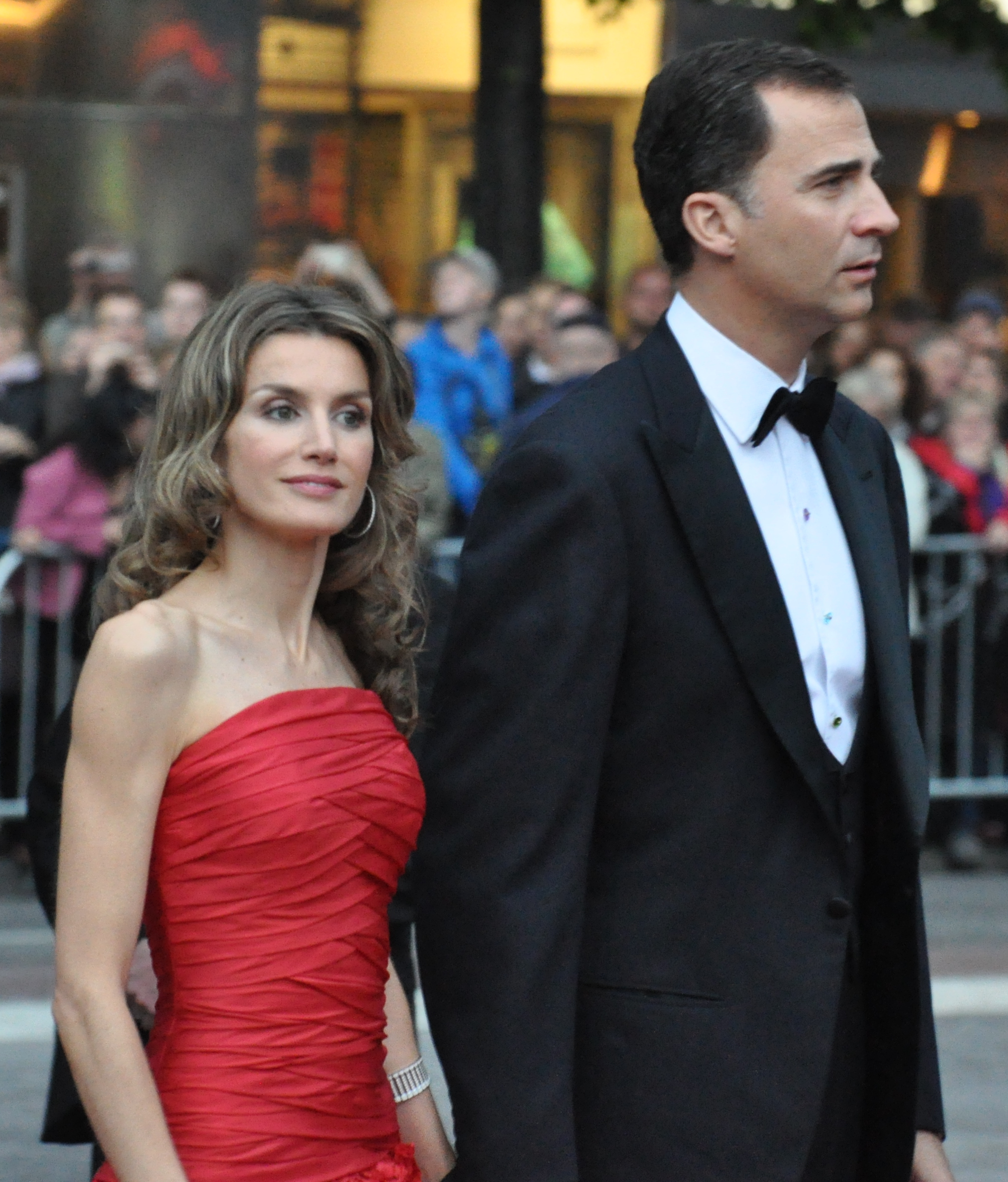
Felipe von Spanien mit Ehefrau Letizia (2010)

An seinem 18. Geburtstag, dem 30. Januar 1986, wurde der Kronprinz in einem feierlichen Staatsakt vor dem Parlament auf die spanische Verfassung vereidigt. Seinen ersten offiziellen Deutschlandbesuch machte er im Sommer 1991 bei Bundespräsident Richard von Weizsäcker in Bonn. Anschließend eröffnete der Prinz von Asturien zusammen mit Bundesaußenminister Hans-Dietrich Genscher im Museum Arno Breker auf Schloss Nörvenich eine Ausstellung mit Werken Salvador Dalís und wohnte der Aufstellung der großen Fassung von Brekers Portraitbüste von Dalí auf dem Schlossgelände bei. In Vertretung seines Vaters unternahm Felipe später fast 200 offizielle Reisen in 60 Länder. In den letzten Jahren vertrat Felipe, häufig mit seiner Frau, das spanische Königshaus bei internationalen Ereignissen wie Sportveranstaltungen oder dynastischen Hochzeiten. Er spricht fließend Französisch und Englisch, war häufig als Gesandter seines Landes in Lateinamerika unterwegs und ist mit dessen Kultur vertraut.
Während der Proteste der indignados (‚Empörten‘) im Mai 2011 fragte die Aktivistin Laura Pérez Ruano Prinz Felipe, ob er im Falle seines Amtsantritts „genügenden Anstand besitzen“ werde, ein Referendum über die Staatsform Spaniens vorzuschlagen. Felipe erwiderte, dass es nicht an ihm liege, ein solches Referendum anzusetzen.

In der Vorbereitung auf das Königsamt gab sein Vater ihm folgenden Rat:

„Hier musst Du Dir den Thron immer aufs Neue verdienen, Tag für Tag, Monat für Monat, Jahr für Jahr. Und wenn Du das Volk gegen Dich hast, kannst Du einpacken.“

### Thronwechsel

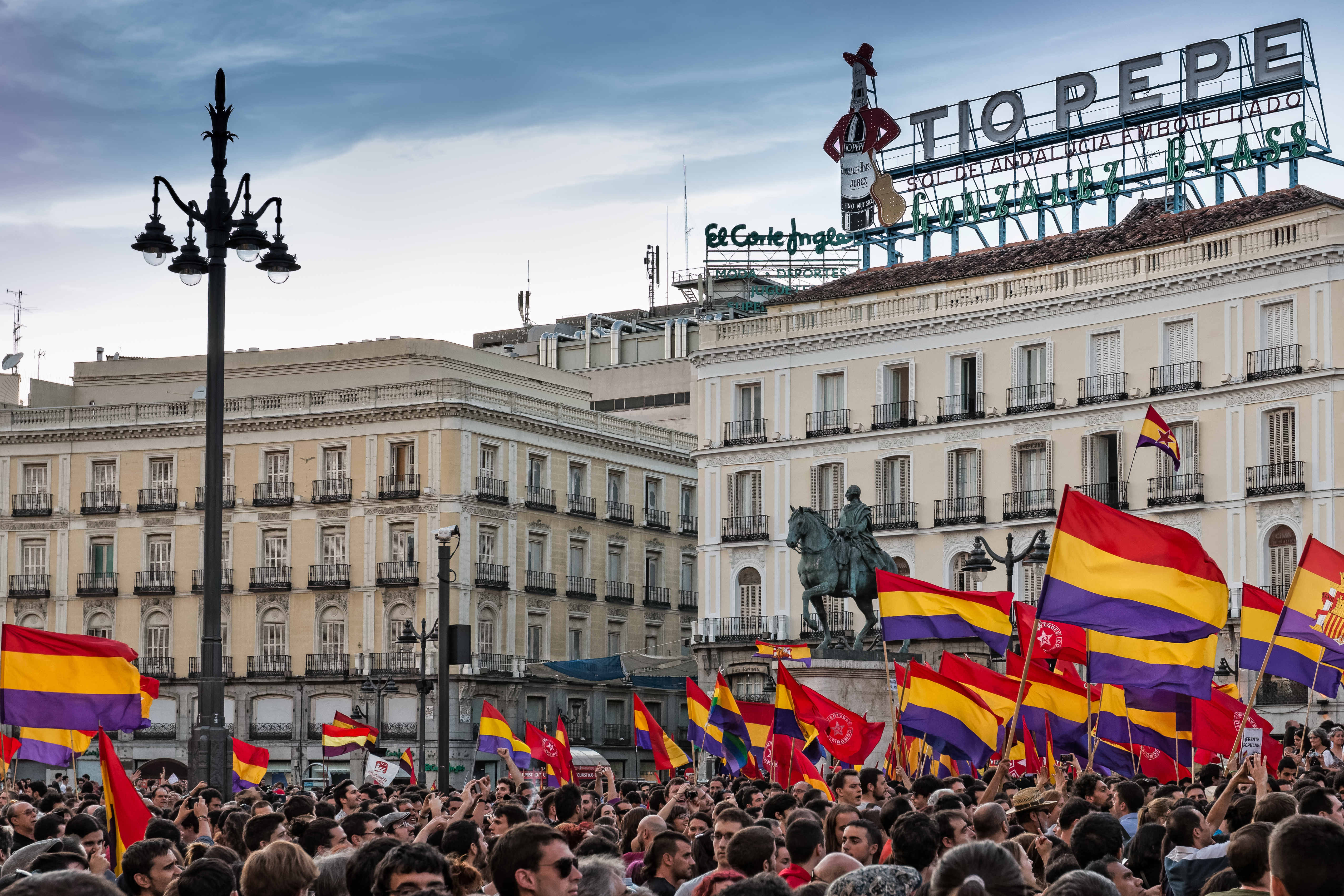
Protestkundgebung in Madrid, Flaggen aus der Zeit der Zweiten Republik

Durch Skandale wie die Elefantenjagd von König Juan Carlos während einer Luxussafari 2012 inmitten der Rezession, das Bekanntwerden seiner Affären und den Finanzskandal um seine jüngste Tochter Cristina und deren Mann Iñaki Urdangarin litt das Ansehen der Monarchie in Spanien sehr. Anfang 2014 sank die Unterstützung für die Monarchie in Umfragen erstmals unter 50 Prozent.
Vor diesem Hintergrund und aufgrund gesundheitlicher Probleme ließ Juan Carlos am 2. Juni 2014 seine Abdankung verkünden, die am 18. Juni um 24.00 Uhr wirksam wurde. Felipe VI. bestieg am 19. Juni den spanischen Thron.
Zuvor hatten tausende Menschen in Madrid für eine Abschaffung der Monarchie demonstriert. Vor allem linke und grüne Parteien hatten zu Protesten gegen die Monarchie auch in zahlreichen anderen Städten aufgerufen. Viele Demonstranten riefen nach einer Volksabstimmung und schwenkten die rot-gelb-violetten Flaggen aus der Zeit der Zweiten Republik. Allein auf der Madrider Puerta del Sol sollen sich 30.000 Menschen versammelt haben. Das spanische Medienecho blieb dagegen milde.
Ein von der Regierung nachträglich entworfenes Organgesetz, das die vorzeitige Thronfolge regelt, wurde von Parlament und Senat verabschiedet. Der komplette Text lautet:

„1. Seine Majestät König Juan Carlos I. de Borbón verzichtet auf die spanische Krone.

2. Die Abdankung wird in dem Moment wirksam, in dem das vorliegende Organgesetz in Kraft tritt.“

Das Organgesetz trat am 19. Juni mit der Veröffentlichung im spanischen Amtsblatt in Kraft. Das ehemalige Königspaar soll offiziell weiterhin mit dem Ehrentitel „Majestät“ angeredet werden. In der Rangfolge des Protokolls steht Felipe VI. mit Letizia und den Töchtern Leonor und Sofía vor seinen Eltern. In der Thronfolge behalten männliche Erben den Vorzug.
Angesichts der spanischen Wirtschaftskrise fielen Zeremonien zur Inthronisation bescheiden aus. Mit rund 6000 Sicherheitskräften wurden die größten Sicherheitsvorkehrungen seit Jahren getroffen. Die Polizei untersagte Gegendemonstrationen im Stadtzentrum.
Nach einer Umfrage der Tageszeitung El País sprechen sich rund zwei Drittel der spanischen Bürger für eine Abstimmung über den Fortbestand der Monarchie aus, den aber nach verschiedenen Umfragen eine Mehrheit befürwortet.

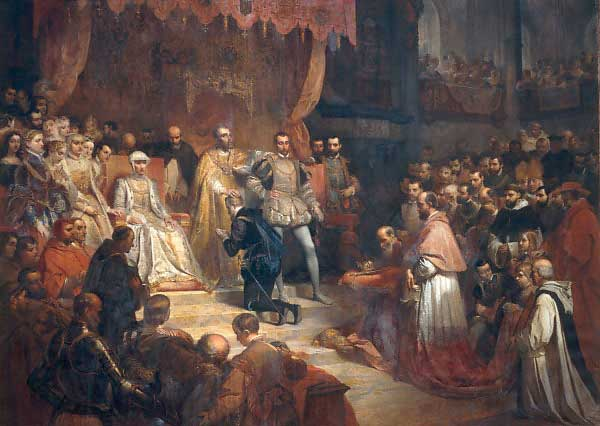
Übertragung der Herrschaft über die Niederlande, 25. Oktober 1555, Karl V. an Philipp II. (Gemälde von Louis Gallait, 1841)

In der jüngeren europäischen Geschichte gab es bereits einige Thronwechsel durch Thronverzicht. In Spaniens Geschichte ist ein Präzedenzfall bedeutend: 1555 übergab Kaiser Karl V., als Karl I. auch König von Spanien, seinem Sohn Philipp II. ein weltumspannendes Reich kurz vor dem Höhepunkt seiner Ausdehnung.
Nach Felipes Proklamation zum neuen König war er mit 46 Jahren jüngster Monarch in Europa. Er blieb mit seiner Familie in einer Villa wohnen, die für ihn auf dem abgeschirmten Gelände des Zarzuela-Palasts errichtet wurde. Die Amtsgeschäfte führt er im alten Zarzuela-Palast.

### Als König
Knapp zwei Wochen nach seiner Inthronisierung trat er mit seiner Frau die erste Auslandsreise im Amt nach Rom an, zu einer Privataudienz bei Papst Franziskus im Vatikan.
Nach dem umstrittenen katalanischen Unabhängigkeitsreferendum von Oktober 2017 erklärte er in einer Fernsehansprache, die Lage in Katalonien sei äußerst ernst und die rechtsstaatliche Ordnung sowie die ordnungsgemäße Selbstverwaltung Kataloniens seien in Gefahr. Er bekräftigte seinen unbedingten Einsatz für die Einheit Spaniens, die Verteidigung der Verfassung und die Achtung des Gesetzes vor einem nicht hinnehmbaren Versuch der Unabhängigkeitsbefürworter, die Institutionen an sich zu reißen und die Gesellschaft zu spalten.
Gemeinsam mit seinen Eltern, König Juan Carlos und Königin Sophia, und seiner Frau, Königin Letizia, nahm er am 19. September 2022 im Rahmen der Trauerfeierlichkeiten für Königin Elisabeth II. am Gedenkgottesdienst in der Westminster Abbey teil.

### Persönliche Interessen
Als Kronprinz war Felipe 1992 Mitglied des spanischen Segelteams bei den Olympischen Sommerspielen in Barcelona und war bei der Eröffnungszeremonie der Träger der spanischen Flagge. Im Soling-Wettbewerb erreichte er den sechsten Platz.
Zum Thema Fußball gab er sich als Anhänger von Atlético Madrid zu erkennen, dem Club aus den Arbeitervierteln im Süden der Hauptstadt, der eher als Verein der kleinen Leute gilt. Anders als sein Vater hält Felipe nichts vom Jagdsport und vom Stierkampf.

## Finanzierung der Königsfamilie

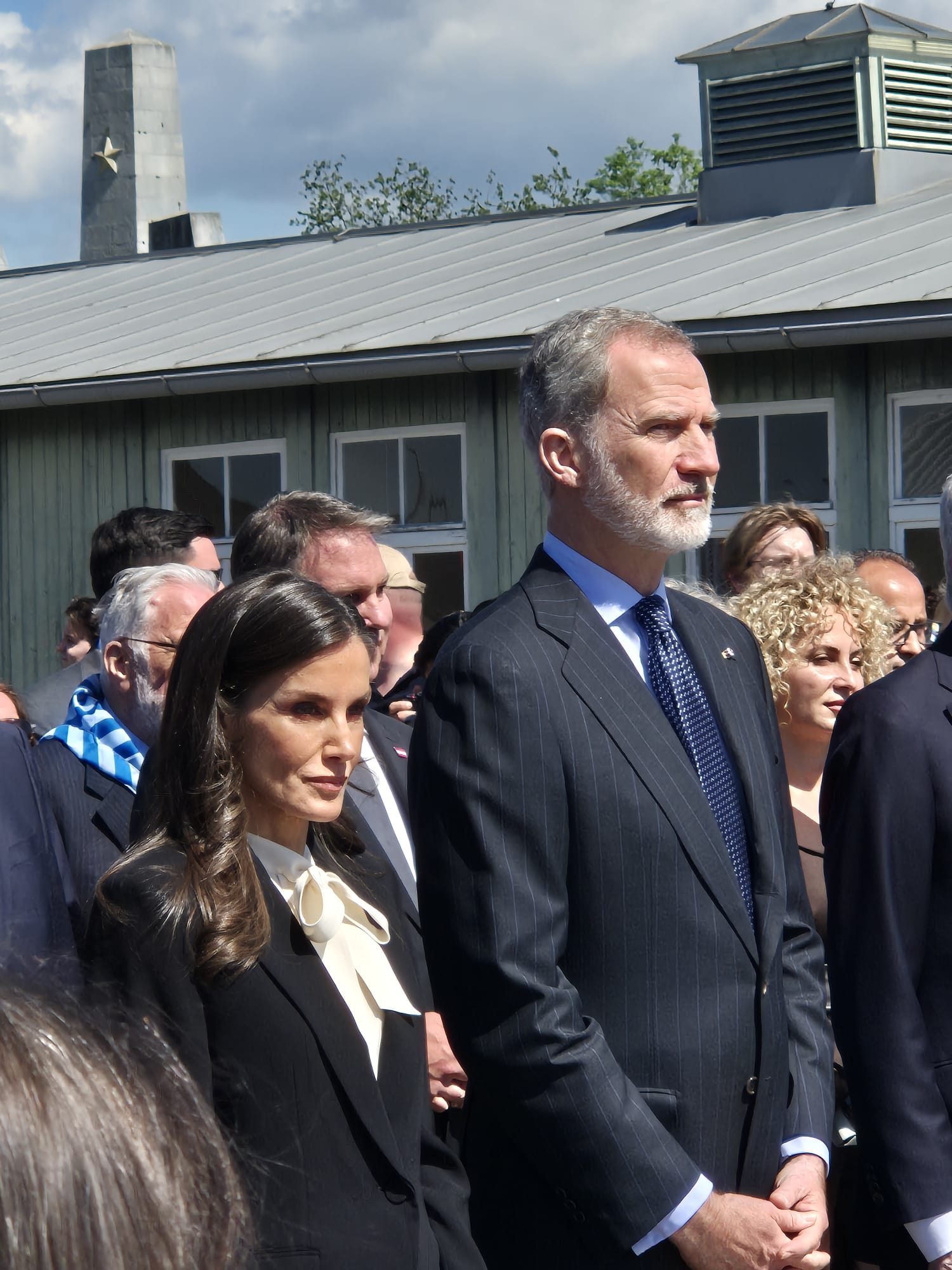
König Felipe und Königin Letizia am 11. Mai 2025 in Mauthausen während der Feierlichkeiten zum 80. Jahrestag der Befreiung des Vernichtungslagers.

Im Februar 2014 teilte König Juan Carlos mit, dass er für seine Familienmitglieder erstmals feste Jahresgehälter festgelegt habe. Bis dahin hatte er die Zuwendungen nicht im Detail publik gemacht und je nach Anzahl der öffentlichen Auftritte veranschlagt. Er selbst erhielt gemäß dem Königshaus-Budget wie im Vorjahr insgesamt 293.000 Euro, Sohn Felipe 146.000 Euro. Das Gesamtbudget 2014 der Königsfamilie betrug 7,8 Millionen Euro. Kosten für Dienstreisen, -fahrzeuge, Sicherheitsmaßnahmen und Gebäudeinstandhaltungen waren nicht enthalten.
Presseberichten zufolge sollen mit der Thronbesteigung Felipes nur noch das neue Monarchenpaar, dessen beide Töchter, sowie der bisherige König und seine Frau repräsentative Funktionen wahrnehmen und ein Salär aus der Staatskasse erhalten. Felipes ältere Schwestern werden nicht mehr berücksichtigt. Es kann auch weiterhin von einem zweistelligen Millionenbetrag an Aufwendungen insgesamt für die Beibehaltung eines spanischen Königshauses ausgegangen werden, auf die königlichen Gehälter sind Steuern zu entrichten.

## Titel
Am 21. Januar 1977 wurden Felipe per Dekret folgende Titel verliehen:
- Fürst von Asturien (spanisch Príncipe de Asturias),
- Fürst von Girona (spanisch Príncipe de Gerona, katalanisch Príncep de Girona) und Erbe der Krone von Aragón,
- Fürst von Viana (spanisch Príncipe de Viana) und Erbe des Königreichs von Navarra,
- Herzog von Montblanc (katalanisch Duc de Montblanc),
- Graf von Cervera (katalanisch Comte de Cervera),
- Herr von Balaguer (katalanisch Senyor de Balaguer).

Diese Titel gingen, entsprechend Artikel 57 Abs. 2 der spanischen Verfassung, bei seiner Thronbesteigung auf seine älteste Tochter Leonor als Kronprinzessin von Spanien über.
Felipe selbst trägt seit seiner Thronbesteigung nach Artikel 56 Absatz 2 der spanischen Verfassung von 1978 den Titel „König von Spanien“. Er kann aber auch „die übrigen der Krone zustehenden Titel“ benutzen. Felipe hat eine selbst für Monarchen ungewöhnlich lange Titelliste. Die traditionell der Krone zustehenden Titel, die er als Seine Majestät Don Felipe VI. de Borbón y Grecia benutzen darf, sind die nachstehenden:
- König von Spanien,
- König von Kastilien, von León, von Aragón, beider Sizilien (Neapel-Sizilien), von Jerusalem, von Navarra, von Valencia, von Galicien, von Granada, von Córdoba, von Jaén, von Sevilla, von Toledo, von Murcia, von Sardinien, Korsika, Algarve, Algeciras, von Mallorca, der Kanarischen Inseln, der West- und Ostindischen Inseln und der Neuen Inseln und Festländer des Ozeans (Amerika),
- Erzherzog von Österreich,
- Herzog von Burgund, Brabant, Mailand, Athen und Neopatras,
- Graf von Habsburg, Flandern, Tirol, Roussillon, Barcelona, Cerdaña und Gocéano,
- Herr von Biscaya und Molina de Aragón.

In dieser Titulatur kommen auch habsburgische Titel vor. Sie sind Relikte aus der Zeit der Herrschaft der Habsburger bis 1700, die von den nachfolgenden Bourbonen übernommen wurden.

## Ehrungen und Auszeichnungen
- Spanien 1981: Orden vom Goldenen Vlies (seit Thronbesteigung Großmeister)
- Niederlande 1985: Großkreuz des Ordens von Oranien-Nassau
- Spanien 1986: Großkreuz mit Collane des Ordens Karls III. (seit Thronbesteigung Großmeister)
- Spanien 1986: Großkreuz des Militär-Verdienstordens
- Spanien 1987: Großkreuz des Ordens für Verdienste zur See
- Spanien 1988: Großkreuz des Luftwaffen-Verdienstkreuzes
- Vereinigtes Königreich 1988: Knight Grand Cross of the Royal Victorian Order
- Portugal 1988: Großkreuz des Christusordens
- Portugal 1991: Großkreuz des Ritterordens von Avis
- Schweden 1991: Ritter des Seraphinenordens
- Belgien 1994: Großkreuz des Leopoldsordens
- Österreich 1995: Großes Goldenes Ehrenzeichen am Bande für Verdienste um die Republik Österreich[31]
- Norwegen 1995: Großkreuz des norwegischen St. Olav Ordens
- Italien 1996: Großkreuz des Verdienstordens der Italienischen Republik
- Mexiko 1996: Großkreuz des Ordens vom Aztekischen Adler
- Portugal 1996: Großoffizier des Turm- und Schwertordens
- Österreich 1997: Großstern des Ehrenzeichens für Verdienste um die Republik Österreich
- Spanien 1999: Großkreuz des Ordens des heiligen Hermenegild (seit Thronbesteigung Souverän)
- Chile 2001: Großkreuz des Chilenischen Verdienstordens
- Griechenland 2001: Großkreuz des Erlöser-Ordens
- Polen 2003: Großkreuz des Verdienstordens der Republik Polen
- Lettland 2004: Großkreuz des Drei-Sterne-Ordens
- Peru 2004: Großkreuz des Ordens der Sonne
- Ungarn 2005: Großkreuz des Verdienstordens der Republik Ungarn
- Portugal 2006: Großkreuz des Turm- und Schwertordens
- Estland 2007: Orden des Marienland-Kreuzes I. Klasse
- Rumänien 2007: Großkreuz des Sterns von Rumänien
- Frankreich 2009: Großkreuz der Ehrenlegion
- Libanon 2009: Großkreuz des Libanesischen Verdienstordens
- IOC 2013: Olympischer Orden
- Chile 2014: Collane des Chilenischen Verdienstordens
- Peru 2015: Großkreuz mit Ordenskette des Ordens der Sonne
- Libanon: Großoffizier des Zedernordens
- Vereinigtes Königreich 2017: Stranger Knight of the Garter Order of the Garter
- Vatikanstadt 2022: Kollarritter des Ritterordens vom Heiligen Grab zu Jerusalem

## Vorfahren
| Ahnentafel König Felipe von Spanien    | Ahnentafel König Felipe von Spanien                                                                                              | Ahnentafel König Felipe von Spanien                                                                                              | Ahnentafel König Felipe von Spanien                                                                                                  | Ahnentafel König Felipe von Spanien                                                                                              | Ahnentafel König Felipe von Spanien                                                                   | Ahnentafel König Felipe von Spanien                                                                                      | Ahnentafel König Felipe von Spanien                                                                                           | Ahnentafel König Felipe von Spanien |
| -------------------------------------- | --- | --- | --- | --- | --- | --- | --- | --- |
| Alt-Eltern                             | König Alfons XII. (1857–1885) ⚭ 1879 Erzherzogin Maria Christina von Österreich (1858–1929)                                      | Prinz Heinrich Moritz von Battenberg (1858–1896) ⚭ 1885 Prinzessin Beatrice von Großbritannien und Irland (1857–1944)            | Prinz Alfons Maria von Neapel-Sizilien, Graf von Caserta (1841–1934) ⚭ 1868 Prinzessin Maria Antonia von Neapel-Sizilien (1851–1938) | Prinz Ludwig Philipp Albert von Orléans, Graf von Paris (1838–1894) ⚭ 1864 Prinzessin Maria Isabella von Orléans (1848–1919)     | Georg I. von Griechenland (1845–1913) ⚭ 1867 Großfürstin Olga Konstantinowna von Russland (1851–1926) | Kaiser Friedrich III. (Deutsches Reich) (1831–1888) ⚭ 1858 Prinzessin Viktoria von Großbritannien und Irland (1840–1901) | Kronprinz Ernst August von Hannover (1845–1923) ⚭ 1878 Prinzessin Thyra von Dänemark (1853–1933)                              | Kaiser Wilhelm II. (Deutsches Reich) (1859–1941) ⚭ 1881 Herzogin Auguste Viktoria von Schleswig-Holstein-Sonderburg-Augustenburg (1858–1921) |
| Urgroßeltern                           | König Alfons XIII. (1886–1941) ⚭ 1906 Prinzessin Victoria Eugénie von Battenberg (1887–1969)                                     | König Alfons XIII. (1886–1941) ⚭ 1906 Prinzessin Victoria Eugénie von Battenberg (1887–1969)                                     | Prinz Karl Maria von Neapel-Sizilien (1870–1949) ⚭ 1907 Prinzessin Luise Franziska von Orléans (1882–1958)                           | Prinz Karl Maria von Neapel-Sizilien (1870–1949) ⚭ 1907 Prinzessin Luise Franziska von Orléans (1882–1958)                       | König Konstantin I. von Griechenland (1868–1923) ⚭ 1889 Prinzessin Sophie von Preußen (1870–1932)     | König Konstantin I. von Griechenland (1868–1923) ⚭ 1889 Prinzessin Sophie von Preußen (1870–1932)                        | Prinz Ernst August von Hannover, Herzog von Braunschweig (1887–1953) ⚭ 1913 Prinzessin Viktoria Luise von Preußen (1892–1980) | Prinz Ernst August von Hannover, Herzog von Braunschweig (1887–1953) ⚭ 1913 Prinzessin Viktoria Luise von Preußen (1892–1980)                |
| Großeltern                             | Prinz Johann von Spanien, Graf von Barcelona (1913–1993) ⚭ 1935 Prinzessin Maria de las Mercedes von Neapel-Sizilien (1910–2000) | Prinz Johann von Spanien, Graf von Barcelona (1913–1993) ⚭ 1935 Prinzessin Maria de las Mercedes von Neapel-Sizilien (1910–2000) | Prinz Johann von Spanien, Graf von Barcelona (1913–1993) ⚭ 1935 Prinzessin Maria de las Mercedes von Neapel-Sizilien (1910–2000)     | Prinz Johann von Spanien, Graf von Barcelona (1913–1993) ⚭ 1935 Prinzessin Maria de las Mercedes von Neapel-Sizilien (1910–2000) | König Paul von Griechenland (1901–1964) ⚭ 1938 Prinzessin Friederike von Hannover (1917–1981)         | König Paul von Griechenland (1901–1964) ⚭ 1938 Prinzessin Friederike von Hannover (1917–1981)                            | König Paul von Griechenland (1901–1964) ⚭ 1938 Prinzessin Friederike von Hannover (1917–1981)                                 | König Paul von Griechenland (1901–1964) ⚭ 1938 Prinzessin Friederike von Hannover (1917–1981)                                                |
| Eltern                                 | König Juan Carlos I. (* 1938) ⚭ 1962 Prinzessin Sophia von Griechenland (* 1938)                                                 | König Juan Carlos I. (* 1938) ⚭ 1962 Prinzessin Sophia von Griechenland (* 1938)                                                 | König Juan Carlos I. (* 1938) ⚭ 1962 Prinzessin Sophia von Griechenland (* 1938)                                                     | König Juan Carlos I. (* 1938) ⚭ 1962 Prinzessin Sophia von Griechenland (* 1938)                                                 | König Juan Carlos I. (* 1938) ⚭ 1962 Prinzessin Sophia von Griechenland (* 1938)                      | König Juan Carlos I. (* 1938) ⚭ 1962 Prinzessin Sophia von Griechenland (* 1938)                                         | König Juan Carlos I. (* 1938) ⚭ 1962 Prinzessin Sophia von Griechenland (* 1938)                                              | König Juan Carlos I. (* 1938) ⚭ 1962 Prinzessin Sophia von Griechenland (* 1938)                                                             |
| Felipe VI., König von Spanien (* 1968) | | | | | | | | |